# Prince Frederick
Prince Frederick és una concentració de població designada pel cens dels Estats Units a l'estat de Maryland. Segons el cens del 2000 tenia 1.432 habitants.

## Demografia
Segons el cens del 2000, Prince Frederick tenia 1.432 habitants, 583 habitatges, i 303 famílies. La densitat de població era de 169,6 habitants per km².
Dels 583 habitatges en un 25,9% hi vivien nens de menys de 18 anys, en un 29,2% hi vivien parelles casades, en un 17,3% dones solteres, i en un 48% no eren unitats familiars. En el 43,6% dels habitatges hi vivien persones soles el 24,7% de les quals corresponia a persones de 65 anys o més que vivien soles. El nombre mitjà de persones vivint en cada habitatge era de 2,14 i el nombre mitjà de persones que vivien en cada família era de 2,96.
Per edats la població es repartia de la següent manera: un 21,9% tenia menys de 18 anys, un 9,8% entre 18 i 24, un 25,4% entre 25 i 44, un 16,8% de 45 a 60 i un 26% 65 anys o més.
L'edat mediana era de 40 anys. Per cada 100 dones de 18 o més anys hi havia 64,4 homes.
La renda mediana per habitatge era de 22.321 $ i la renda mediana per família de 44.625 $. Els homes tenien una renda mediana de 38.393 $ mentre que les dones 19.700 $. La renda per capita de la població era de 21.868 $. Entorn del 14% de les famílies i el 19,5% de la població estaven per davall del llindar de pobresa.

## Poblacions més properes
El següent diagrama mostra les poblacions més properes.